# Craterul Tenoumer

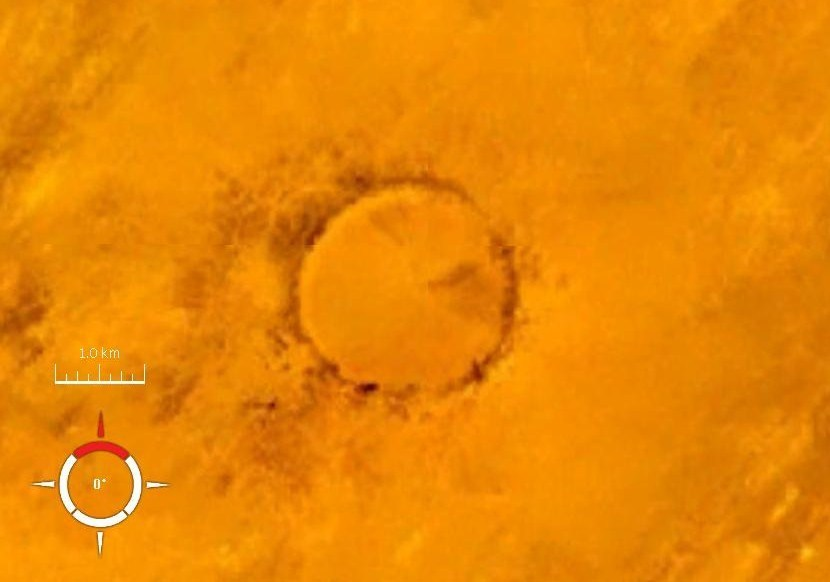
Imagine Landsat a craterului Tenoumer.

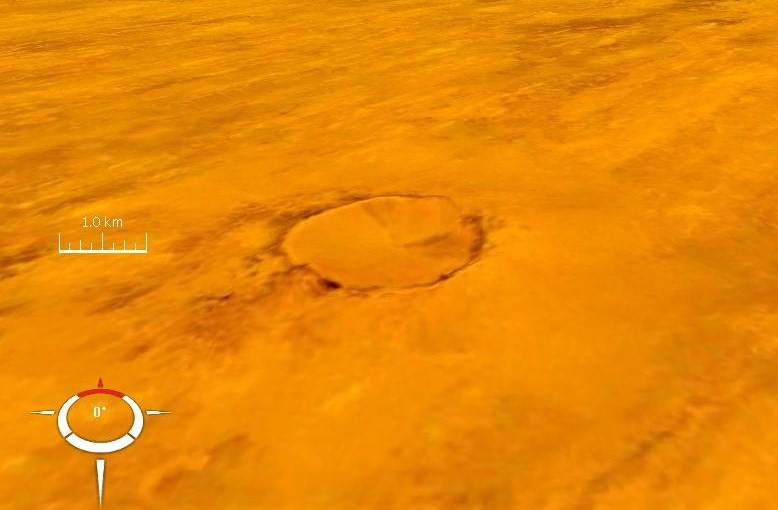
Imagine oblică Landsat a craterului Tenoumer.

Tenoumer este un crater de impact meteoritic în Mauritania.

## Date generale
Craterul este localizat în Sahara. Acesta are un diametru de 1,9 km și are vârsta estimată la 21.400 ± 9.700 ani (Pleistocen).
Craterul este expus la suprafață. Craterul este aproape circular și marginea craterului este la 110 de metri de baza craterului în partea de sus a jantei.